# Oreocarya hispidissimum
Oreocarya hispidissimum là loài thực vật có hoa trong họ Mồ hôi. Loài này được (Torr.) Rydb. mô tả khoa học đầu tiên năm 1906.